# Michal Moda'i

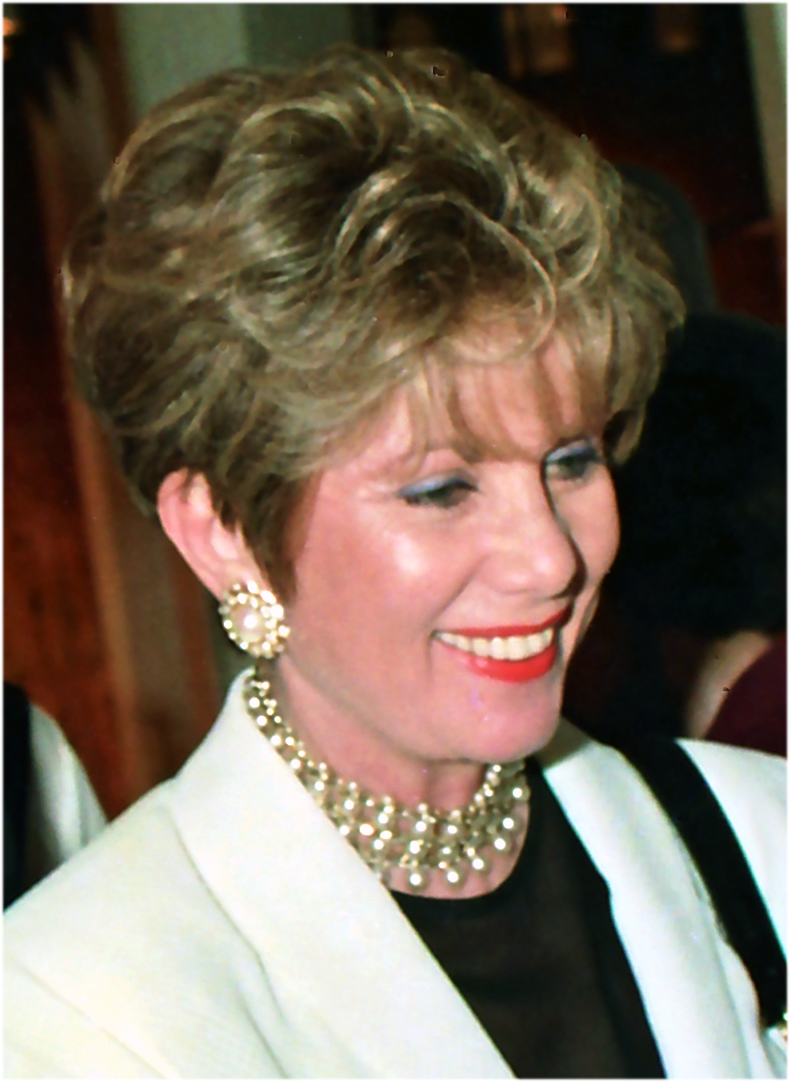
Michal Modai (1996)

Michal Moda'i (hebräisch מיכל מודעי; * 1931 in Jerusalem als Michal Har'el; † 2. März 2012) war eine israelische Schönheitskönigin und Sozialaktivistin.

## Leben
Moda'i wurde an einem College in Jerusalem als Kindergärtnerin ausgebildet und arbeitete in Zichron Jaʿakov. 1952 wurde sie zur Miss Israel gewählt, besuchte daraufhin New York und konnte dort beträchtliche Spendengelder zugunsten des neugegründeten jüdischen Staates Israel sammeln. Im Jahr traf sie ihren Mann Jitzchak Modai. 1953 erschien ihr Buch Das Tagebuch einer Schönheitskönigin. Im Jahr 1968 nahm sie ihre Tätigkeit bei Women’s International Zionist Organisation auf, 1979 wurde sie zur Vorsitzenden dieser Organisation in Israel ernannt und leitete später die Weltorganisation. Sie bekleidete auch andere öffentliche Positionen und war Mitglied der Zionistische Weltorganisation. 1989 nahm sie an einem diplomatischen Besuch in Guatemala teil. Für ihre ehrenamtlichen Tätigkeiten erhielt sie 1999 eine Auszeichnung vom israelischen Ministerpräsidenten. 2004 erhielt sie die Ehrenbürgerschaft der Stadt Tel Aviv. Begraben wurde sie auf dem Nahalat-Yitzhak-Friedhof in Givʿatajim.
Sie und ihr Mann haben drei Kinder. Ihr Sohn Boaz Modai trat später in die Fußstapfen seines Vaters und wurde ebenfalls Diplomat.